# ویرتوس رم
ویرتوس رم (انگلیسی: Pallacanestro Virtus Roma) باشگاه بسکتبال حرفه‌ای مستقر در رم ایتالیا است. این باشگاه در سال ۱۹۶۰. تأسیس شد.